# Nils Dahlberg
Nils Josef Dahlberg, född den 3 juni 1894 i Landskrona, död den 24 december 1979 i Stockholm, var en svensk präst.
Dahlberg var 1913–1914 lärare vid Johannelunds missionsinstitut, avlade teologiska examina och prästvigdes 1918. Han blev 1922 anställd som missionsdirektor inom Evangeliska Fosterlands-Stiftelsens yttre mission, och företog studie- och inspektionsresor till denna missions arbetsfält i Indien och Afrika 1920–1922, och till Afrika 1924. Åren 1933–1959 var Dahlberg missionsföreståndare för Evangeliska Fosterlands-Stiftelsen (EFS). Han utgav ett stort antal populära skrifter i missionsämnen. Dahlberg blev ledamot av Vasaorden 1943 och kommendör av samma orden 1956. Han är begravd på Danderyds kyrkogård.